# Mymensingh Museum

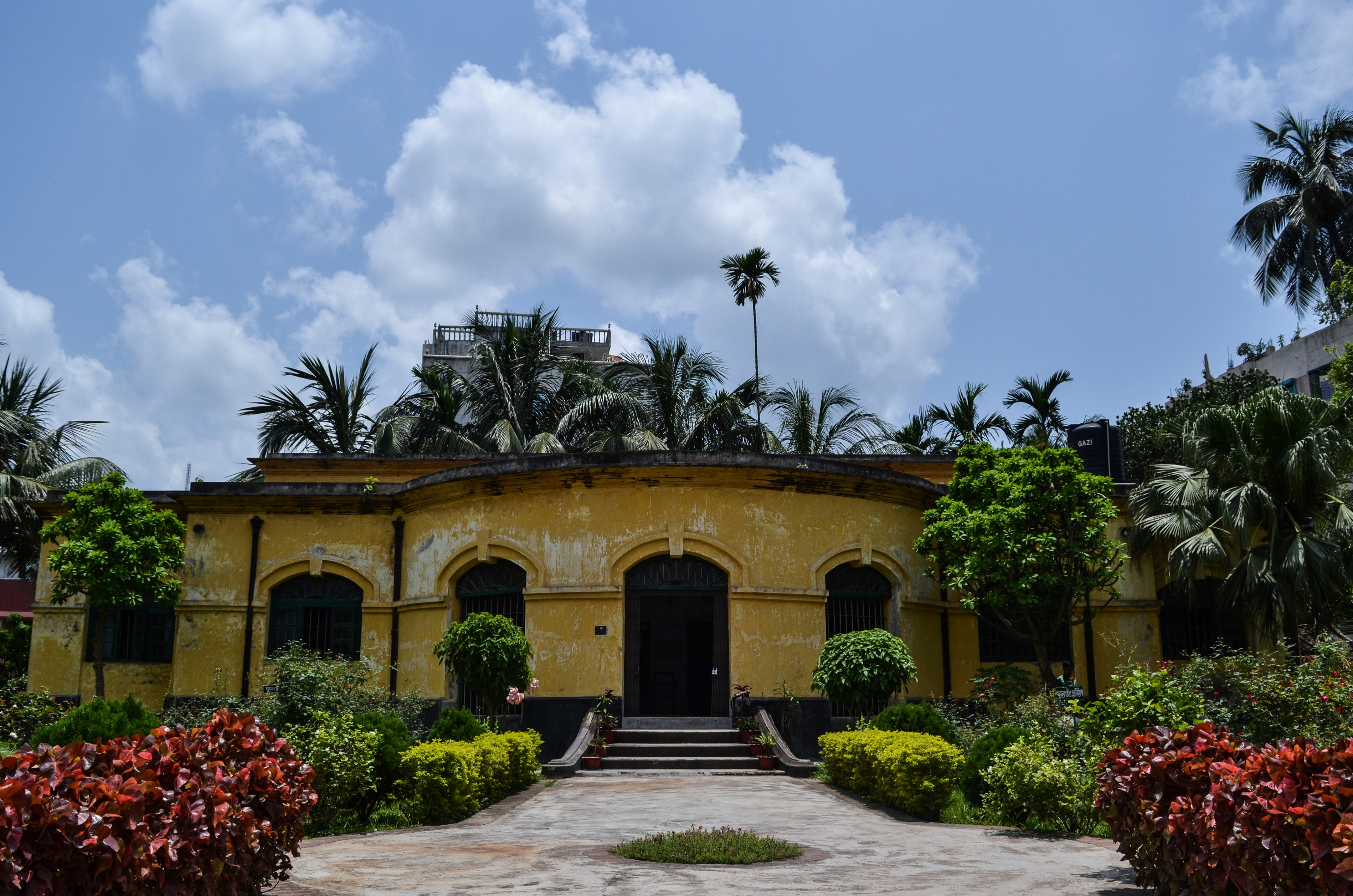
Mymensingh Museum (2015)

Mymensingh Museum (bengalisch ময়মনসিংহ জাদুঘর, Mymensingh Jadughar, früher: Momenshahi Museum মোমেনশাহী জাদুঘর, dt. Maimansingh Museum) ist ein Museum im Bagan Bari, dem „Gartenhaus“ von Zamindar Madan Babu, in Mymensingh, Bangladesch. Das Museum war ursprünglich eine wichtige regionale Institution für die Erhaltung von ortshistorischen Archivalien.
Allerdings gibt es Probleme mit der sicheren Aufbewahrung. Das Ziel des Museums ist die Bewahrung der seltenen und einzigartigen Artefakte der lokalen Architektur, Bildhauerei, Metallbearbeitung, Gebrauchsgegenstände, Handschriften auf Papier und auf Blättern, sowie Handelswaren. Die Ausstellungsstücke sind eine Sammlung von Gegenständen aus den Palästen der Zamindars im Maimansingh-Distrikt (Mymensingh District). Die ursprüngliche Sammlung  enthielt 214 Artefakte. Drei Zimmer des Museums dienen als Ausstellungsräume.

## Geschichte
Das Museum wurde 1969 auf Initiative des damaligen Deputy Commissioners von Maimansingh gegründet.
Ursprünglich wurde das Museum von der Kommune Mymensingh Municipality betrieben. Das Department of Archaeology, der Cultural Affairs Ministry übernahm das Museum 1989. 1995 wurde es als historisches Denkmal in der Gazette eingetragen.

## Sammlung
Die Sammlung umfasst Manuskripte und Münzen, von denen viele nicht gezeigt werden können, da es keine Einrichtungen zur Zurschaustellung gibt. Eine präparierter Pfau stammt aus dem Mymensingh Medical College. Bambus- und Rohr-Gegenstände, präparierte Vögel, Photographien und Tongefäße wurden während Renovierungsarbeiten 1999–2001 zerstört.
Zahlreiche Artefakte stammen aus den Zamindar-Palästen. Aus dem Muktagacha-Zamindarpalast stammen eine steinerne Blumenvase, ein Kompass, Uhren, Bakharee (Dekoration), Tongefäße, Webstühle, Blumenständer, Kerzenständer, Eisenschränke und Sportgeräte; außerdem Statuen von Sarasvati, Vishnu und einem Drachen.
In der Naturhistorischen Sammlung findet sich ein Tigerkopf, Hirschköpfe und der Kopf eines wilden Büffels. Außerdem gibt es Gegenstände aus Elefanten, ein Sofa, italienische Statuen, sowie einen großen Sonschutz, der vom Zamindar von Gouripur bei der Jagd benutzt wurde. Eine Nashörner-Haut und ein Tisch mit Marmorplatte stammt aus dem Zamindarpalst von Atharabari.
Außerdem gibt es eine Sammlung von Gemälden des ländlichen Bengalen.